# 伊藤翔
伊藤翔（1988年7月24日—），日本足球運動員，現效力日職球隊橫濱FC，司職前鋒。

## 俱樂部生涯
伊藤翔出道于岐阜县瑞浪市的中京学院大学附属中京高等学院。
此后，伊藤翔得到了前往阿森纳试训的机会，期间还给温格留下过深刻的印象，不过劳工证的问题迫使他最终离开了英超。
2007年1月14日官方消息，日本国青队的主力球员伊藤翔于今日在拒绝了多家日职联赛俱乐部的邀请之后前往法国，与法乙联赛的格勒诺布尔足球俱乐部签约。
在法乙的两年里，伊藤翔还能得到一些出场机会，可惜在球队上赛季升上法甲后，20岁的日本前锋就成了替补甚至在大名单以外。
本人在2010年结束旅欧生涯之后回归加盟当时的清水心跳，在清水时代的四年磨练之后，伊藤再次在2014年转会神奈川的横滨水手，并在当年的联赛中出场32场比赛中攻入8球。
伊藤翔2019年加盟鹿岛鹿角，度过两个赛季，第一个赛季收获9球，第二个无进球入账。
日职球队鹿岛鹿角官方宣布，前锋伊藤翔正式转会至横滨FC。
松本山雅FC从横滨FC租借获得了前锋伊藤翔。租借期间至2022年1月31日。

## 國家隊生涯
2004年9月，在日本静冈县举行的U17亚洲足球锦标赛比赛中，中国队在小组赛最后一轮1-3不敌日本队，伊藤翔在那场比赛中给王大雷把守的大门频频造成威胁，并打进了反超一球。
三年前的亚洲青年足球大赛，伊藤翔还是一颗被很多人关注的新星，由于速度和突破能力突出，他被誉为“日本亨利”。

## 外部連結
- Profile at Yokohama F. Marinos （页面存档备份，存于）
- Grenoble Foot 38 official site （日語）
- 伊藤 翔 | プロフィール | 鹿島アントラーズ 公式サイト （页面存档备份，存于）
- 日本職業足球聯賽中的伊藤翔 （日語）
- 伊藤翔的Instagram帳戶
- FrenchFootball.com player statistics